# Anthrenus scrophulariae
El escarabajo de las alfombras (Anthrenus scrophulariae) es un coleóptero de la familia de los derméstidos; mide no más de medio centímetro. Está cubierto de unas escamas muy finas y de colores. 
Al poner los huevos, la madre busca un sitio donde las larvas puedan alimentarse (ropa, plantas secas, animales muertos, restos orgánicos del cuerpo humano como caspa o piel muerta). Puede poner de 42 a 110 huevos. Pocos días después de poner los huevos, muere. 
La larva de este escarabajo puede llegar a medir 12 mm, es marrón y anillada; en la parte trasera tiene un pequeño mechón de pelo. Sus patas son muy pequeñas.
El imago es totalmente inofensivo y vive en las flores. En épocas de escasa vegetación se traslada a las viviendas en donde se desarrollan las larvas. Estropean las alfombras, las pieles, los tejidos, etc. Vive en buena parte de Europa, en el Próximo Oriente y en Norteamérica.

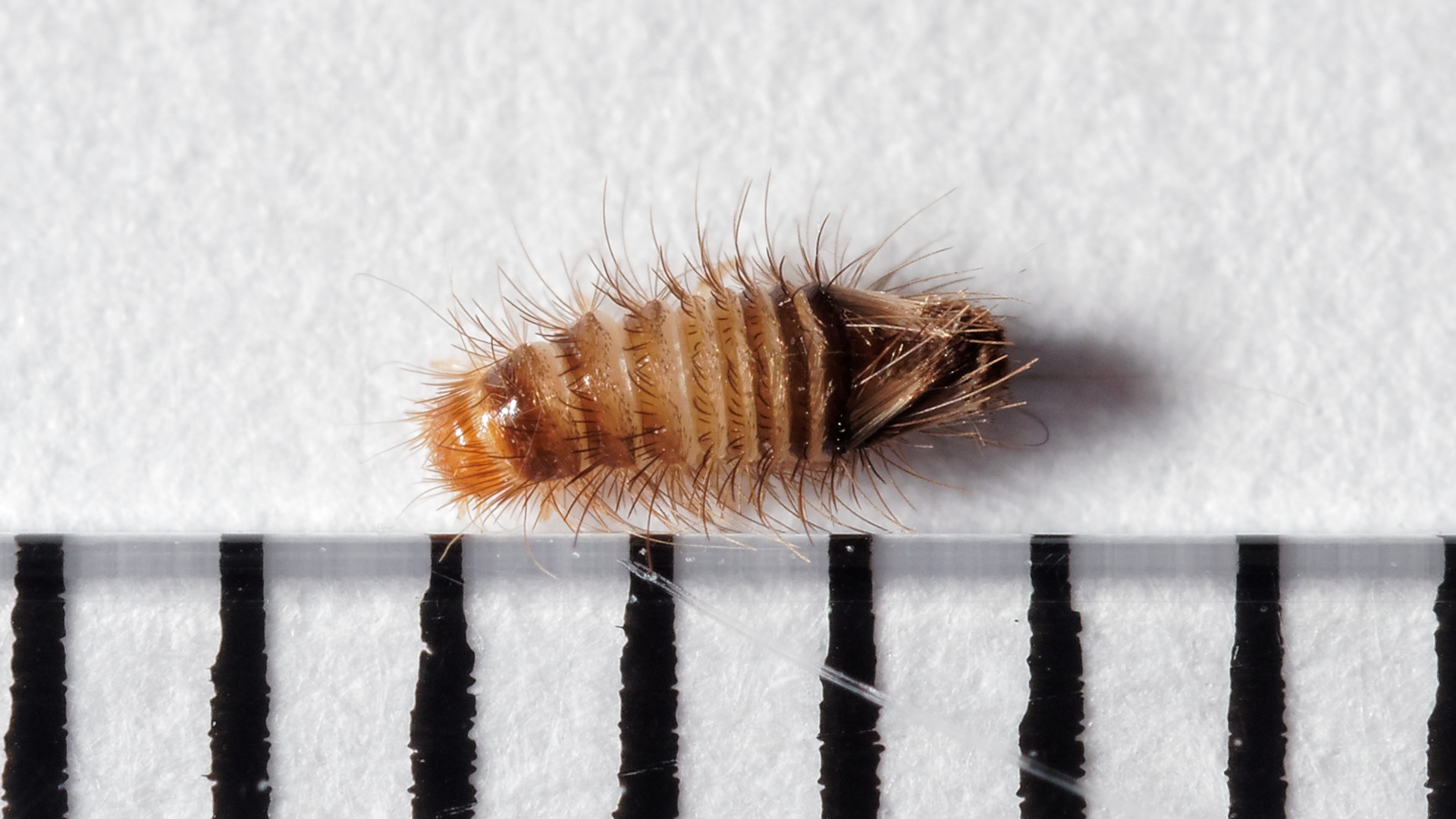
Larva con escala en milímetros.

- Datos: Q1310700
- Multimedia: Anthrenus scrophulariae / Q1310700
- Especies: Anthrenus scrophulariae